# Bethesdaziekenhuis (Rotterdam)
Het Bethesdaziekenhuis was een ziekenhuis in Rotterdam dat gevestigd was aan de Oostmaaslaan nummer 12 in de wijk Kralingen. Het Bethesdaziekenhuis was een Nederlands-hervormd ziekenhuis dat in 1892 was opgericht als een Gesticht voor chronische zieken.
Het Bethesdaziekenhuis was oorspronkelijk bedoeld als verpleeghuis voor arme chronische zieken, die gratis werden opgenomen. Nadat ook betalende patiënten werden toegelaten werden in 1895 60 bedden toegevoegd. In 1931 kreeg Bethesda een eigen operatiekamer en werd het een volwaardig ziekenhuis. Het bleef een relatief klein ziekenhuis dat zich door de bezuinigingen in de jaren zeventig genoodzaakt zag te fuseren met het eveneens hervormde Van Dam-Ziekenhuis in Rotterdam. Enkele jaren na de fusie tot het Van Dam-Bethesda Ziekenhuis is het gebouw van het Bethesdaziekenhuis gesloopt.
Op 19 september 1990 verhuisde het Van Dam-Bethesda Ziekenhuis naar een nieuw gebouw in Spijkenisse. De naam werd gewijzigd in Ruwaard van Putten Ziekenhuis. Het gebouw van het oorspronkelijke Van Dam-Ziekenhuis aan de Westersingel werd in 1990 gesloten en met uitzondering van de zusterflat gesloopt. Op de plaats van het Van Dam-Ziekenhuis staat nu het Rijndam revalidatiecentrum. Het Ruwaard van Putten Ziekenhuis in Spijkenisse ging in 2013 failliet. Het ziekenhuis maakt een doorstart als Spijkenisse Medisch Centrum.